# Goran Gajović
Goran Gajović (in montenegrino Горан Гајовић; Zagabria, 9 marzo 1988) è un cestista montenegrino.

## Palmarès
- Campionato bosniaco: 2

Igokea: 2012-13, 2013-14
- Campionato rumeno: 1

CSM Oradea: 2017-18
- Coppa di Bosnia ed Erzegovina: 1

Igokea: 2013